# 2018년 동계 올림픽 홍콩 선수단
2018년 동계 올림픽 홍콩 차이나 선수단은 대한민국 평창에서 개최될 2018년 동계 올림픽에 참가하는 올림픽 홍콩 선수단이다. 홍콩 선수단으로서는 이번이 다섯 번째 동계 올림픽 대회 참가이다.
이번 대회에서는 여자 선수 한 명이 알파인스키 종목에 출전한다.

## 참가 선수
다음은 각 종목별 참가 현황이다.
| 종목       | 남자 | 여자 | 총합 |
| ---------- | ---- | ---- | ---- |
| 알파인스키 | 0    | 1    | 1    |
| 총합       | 0    | 1    | 1    |

## 메달 집계
| 종목 | 1 | 2 | 3 | 합계 |
| 합계 |   |   |   |      |

### 알파인 스키
홍콩에는 총 한 명의 선수가 배정됐으며 여자 선수 아라벨라 응이 출전할 예정이다. 홍콩이 올림픽에서 알파인스키 종목에 도전한 것은 이번이 처음이다. 이전 대회에서는 쇼트트랙 종목에만 참가했었다.
여자
- 아라벨라 응(Arabella Ng, 오일리(吳一里))[3][5]